# Pure/You're my sunshine
「Pure/You're my sunshine」（ピュア/ユア マイ サンシャイン）は、EXILEの27枚目のシングル。2008年2月27日にrhythm zoneから発売。

## 概要
前作「I Believe」から3カ月ぶりのシングル。ベストアルバム『EXILE CATCHY BEST』の先行シングル。両A面シングルは通算3作目。「CD+DVD」「CDのみ」の2形態で発売。
LISMOとのキャンペーンが展開され、「Pure」がCMソングに起用された。「LISXILE（リスザイル）」と称し、リスのアニメキャラと共に同CMにも出演。LISMOのイラストを手掛ける佐野研二郎が「EXILE風リスモ」を見せ、リーダーのHIROが賞賛し、共演が決定したという経緯がある。
2曲ともベストアルバム『EXILE CATCHY BEST』でアルバム初収録となったが、シングルとしては2004年発売の「HERO」以来となるオリジナルアルバム未収録曲となった。

## 収録曲

### CD
1. Pure [4:06]
作詞：ATSUSHI / 作曲・編曲：春川仁志
  - au「W54S」CMソング
  - au「LISMO」CMソング
2. You're my sunshine [4:04]
作詞：TAKAHIRO / 作曲・編曲：原一博
  - music.jp TVCMソング
  - 映画『チーム・バチスタの栄光』主題歌
3. 変わらないモノ [5:00]
作詞：ATSUSHI / 作曲：宅見将典 / 編曲：中野雄太
  - 6thアルバム「EXILE LOVE」収録曲
  - DAIHATSU「TANTO CUSTOM」CMソング
  - 日本テレビ系『音楽戦士 MUSIC FIGHTER』2007年12月 POWER PLAY
4. Pure（Instrumental）
5. You're my sunshine（Instrumental）
6. 変わらないモノ（Instrumental）

### DVD
※CD+DVDのみ
1. Pure（Video Clip）

## 収録アルバム
Pure
- EXILE CATCHY BEST
- EXTREME BEST

You're my sunshine
- EXILE CATCHY BEST
- EXTREME BEST

変わらないモノ
- EXILE LOVE
- EXILE BALLAD BEST